# Calella
Ne doit pas être confondu avec Calella de Palafrugell.
Calella est une commune de la province de Barcelone, en Catalogne, en Espagne, de la comarque de Maresme.

## Géographie

### Localisation
Calella est une commune située en bord de la mer Méditerranée.

### Communes limitrophes
| Sant Cebrià de Vallalta |         | Pineda de Mar    |
|                         | Calella |                  |
| Sant Pol de Mar         |         | Mer Méditerranée |

### Géologie et relief
La plage de Calella est une plage publique populaire durant les mois d’été auprès des locaux et des touristes. Elle s’étend tout juste sur une distance de 2km et sa partie sud est plus tranquille que le centre et le nord. La plage reçoit constamment « European quality Blue Flag ».

## Histoire

### De l’antiquitéauXVesiècle. La naissance de Calella.
Les premiers vestiges trouvés dans l'actuelle municipalité de Calella, qui datent du Ier siècle av. J.-C. au Ier siècle., correspondent à la villa romaine connue sous le nom de Villa del Roser, parce qu'ils se situent aux environs de la colline du même nom, près de l'hôpital de la ville : villa romaine de Calella.
Des documents du XIe siècle confirment l'existence du hameau de Capaspre. Ce hameau, intégré à la paroisse de Pineda de Mar, dépend du seigneur du château de Montpalau. Il est constitué d'un petit nombre de maisons, situées au-dessus d’un ruisseau, avec une tour de défense et deux chapelles, dédiées à Saint Cyr (en catalan Sant Quirze) et Saint Elme.
Le nom de Calella apparaît dans des documents au début du XIIe siècle. À cette époque, certains résidents ont construit les premières maisons de pêcheurs près de l'embouchure du ruisseau. Le plus ancien document qui se réfère à Calella est le testament de l'évêque Bernat Umbert rédigé en 1101.
Les autres dates importantes pour la naissance de la ville sont 1327, quand a été donné le privilège de tenir un marché municipal dans la ville, et en 1338, lorsque Calella passe sous la dépendance du vicomte Bernat II de Cabrera, seigneur de Montpalau. Ce document établit également les limites de la commune (de l'actuelle rue de Romaní au ruisseau).
Ces privilèges, confirmés par la même famille en 1429, et le développement de la pêche favorisent la croissance urbaine : au XVe siècle, de nombreuses familles paysannes du hameau de Capaspre abandonnent les fermes et s’installent dans le village.

### L'époque moderne
Pendant le XVIe siècle, la ville construit son tissu urbain autour de la place où se tient le marché, et en 1525 le pape autorise la fondation de la paroisse de Calella, trois ans plus tard commence la construction de l'église paroissiale et, alors qu'elle est en cours, les calellencs reçoivent les sacrements dans la chapelle de Sant Elm.
En 1564 est consacrée la nouvelle église et en 1599 le vicomte de Cabrera accorde de nouveaux privilèges qui établissent l'organisation définitive du conseil municipal, renouvelable annuellement. C’est à cette époque que le nom de Calella apparaît pour la première fois, sur une carte de la péninsule ibérique dessinée à Rome.
Au cours du XVIIe siècle, la commune stagne en raison de guerres et épidémies qui ravagent le pays.
À partir de 1714, à la fin de la guerre de Succession d'Espagne, la cité commence un processus de croissance démographique et économique, allant de 768 habitants en 1718 à 2637 en 1787. Pendant ces années, aux traditionnelles activités agricoles et de pêche s’ajoute la construction de bateaux.
Au dernier tiers du XVIIIe siècle, grâce à la libéralisation du commerce avec les colonies américaines, l’industrie se développe dans toute la région. En 1790, il y a plus de 200 ateliers qui fabriquent des bas de soie et de coton.
À la fin du siècle, de nombreuses nouvelles rues s’ajoutent à la commune.

### LesXIXesiècleetXXesiècle
Malgré les guerres napoléoniennes et les révolutions qui s’ensuivent, l'activité industrielle du textile et le commerce transatlantique maintiennent leur production. À partir de 1854 commence la construction de grands navires et de bateaux de pêche, et en 1861 le premier train arrive à Calella. La population dépasse les 3 500 habitants, et reste stable jusqu'à la fin du siècle. La chute du commerce maritime due à la perte des colonies est compensée, vers 1885, par l'installation des premières usines à vapeur, vers 1885.
Les premières décennies du XXe siècle, jusqu’à la guerre civile sont l'âge d'or pour l'industrie à Calella. Le déclin de l'industrie textile est parallèle au développement du tourisme, en particulier à partir des années 1960. Ce processus se reflète clairement dans les données démographiques : une forte croissance entre 1900 et 1930, la stagnation entre 1930 et 1960, et, à nouveau, la croissance dans les années 1960 et 1970.
Le développement du tourisme, avec une forte densité d’hôtels et de résidences secondaires, et la forte immigration ont transformé radicalement l'image traditionnelle de la ville. Le manque d'espace constructible favorise la croissance démographique des villes voisines,.

## Économie
Tourisme

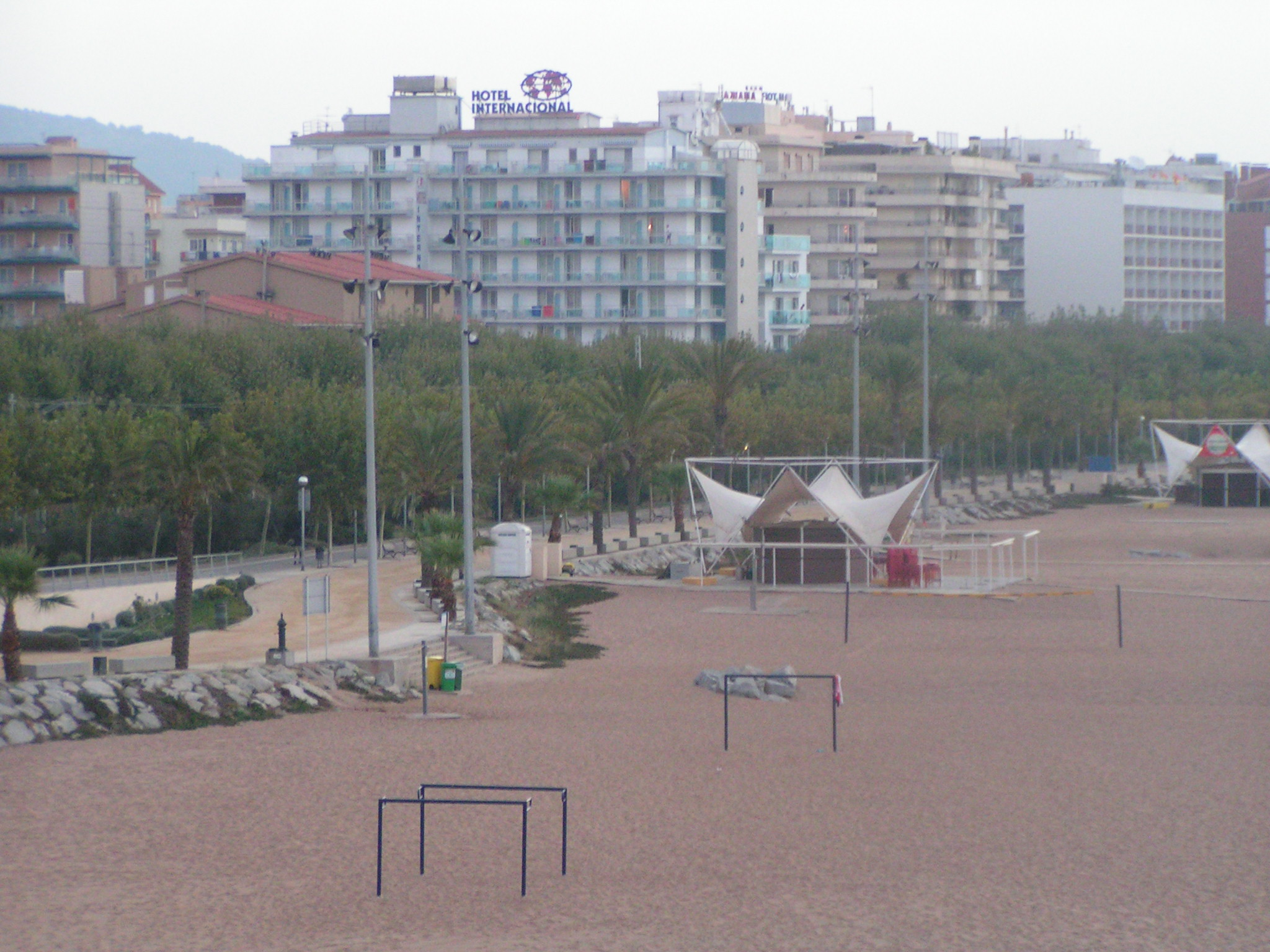
Vue de Calella

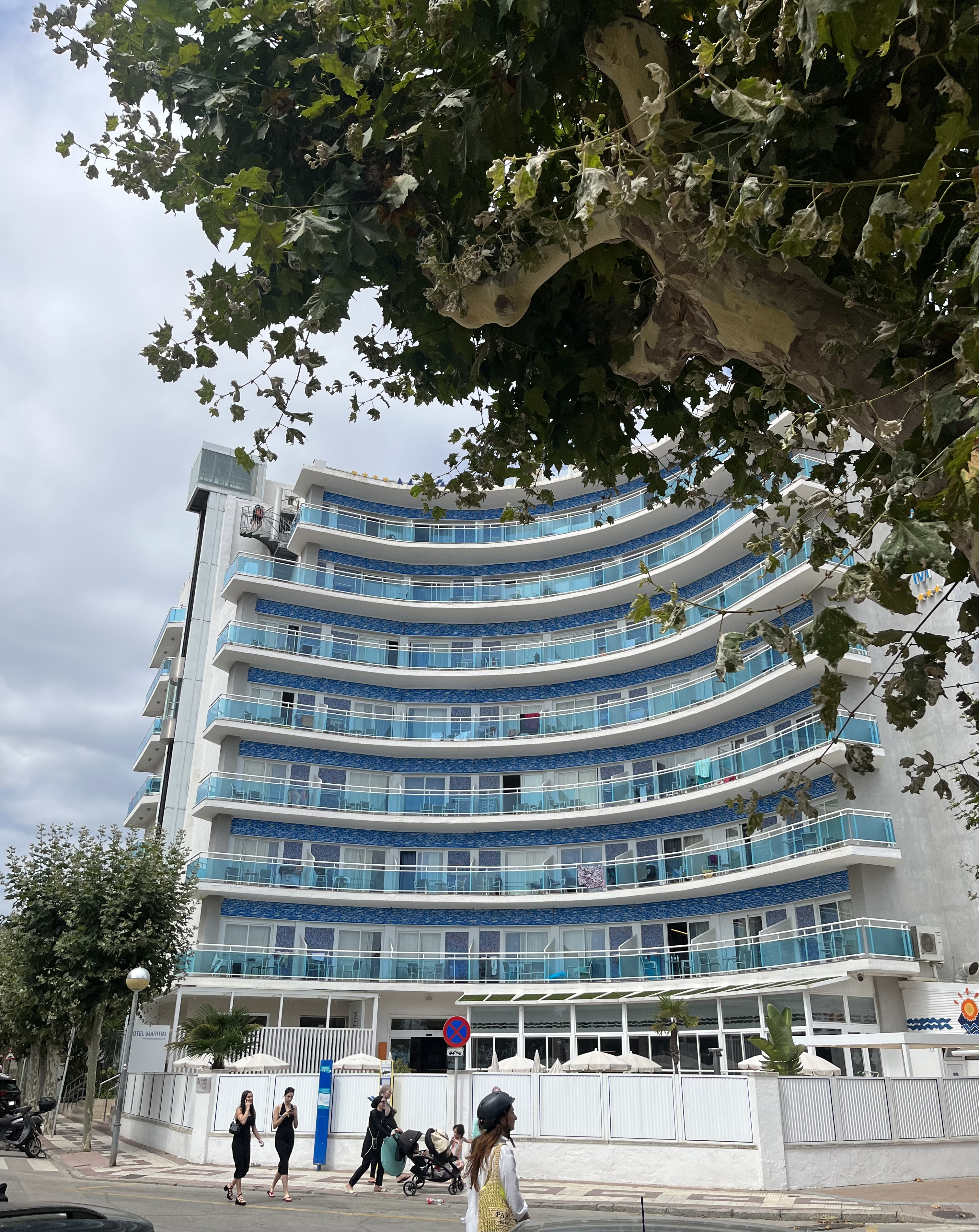
L'hôtel Marítim, l'un des nombreux hôtels de la ville.

En 1953 arrivent par erreur les premiers touristes à Calella, trois journalistes allemandes qui ont pour destination Calella de Palafrugell. Entichées par la mer et la plage, elles promeuvent la destination en Allemagne.
Dans les années 1970 et jusqu'au milieu des années 1990, la ville était une destination touristique très importante pour les Européens centraux (Allemands, Néerlandais, Danois, Anglais, Français, Belges), atteignant le triple de sa population durant la haute saison touristique (qui coïncide avec la fin du printemps, l’été et le début de l'automne). Actuellement, la gamme de touristes s’est élargie et la ville reçoit des visiteurs de presque tous les pays d’Europe.
La plage de Calella (avec des bars de plage, des transats, des concerts, etc) et la rue Església (Eglise) (comme rue et le centre commercial) sont les points d'attraction touristique les plus importants.
Chaque année, la ville accueille le festival audiovisuel Festimage qui comporte notamment une séance de projection argentique dans le format 9,5.

## Culture locale et patrimoine

### Lieux et monuments
- L'église Sainte-Marie et Saint-Nicolas, du XVIIIe siècle ;
- Can Bartrina, maison du XIVe siècle ;
- Can Galceran, maison du XVIe siècle, près de la mairie ;
- Can Rodona, maison du XVIe siècle ;
- La chapelle Saint-Quirze et Sainte-Julite, du XVIe siècle ;
- Le phare, construit en 1859 ;
- Les Torretes (tourelles), anciennes tours sémaphores construites au XIXe siècle, situées près du phare ;
- Le parc Dalmau, avec des pins ;
- La promenade Manuel Puigvert.
- Les places de l'Église de la Catalogne et la Buñol ;
- Le musée des Archives, sur l'histoire de Calella, avec des salles consacrées à l'industrie textile, l'une des plus anciennes pharmacies de Barri et la galerie consacrée à Lluis Gallart i Garcia ;
- La bibliothèque, située à l'ancienne maison de Salvador Plaza.

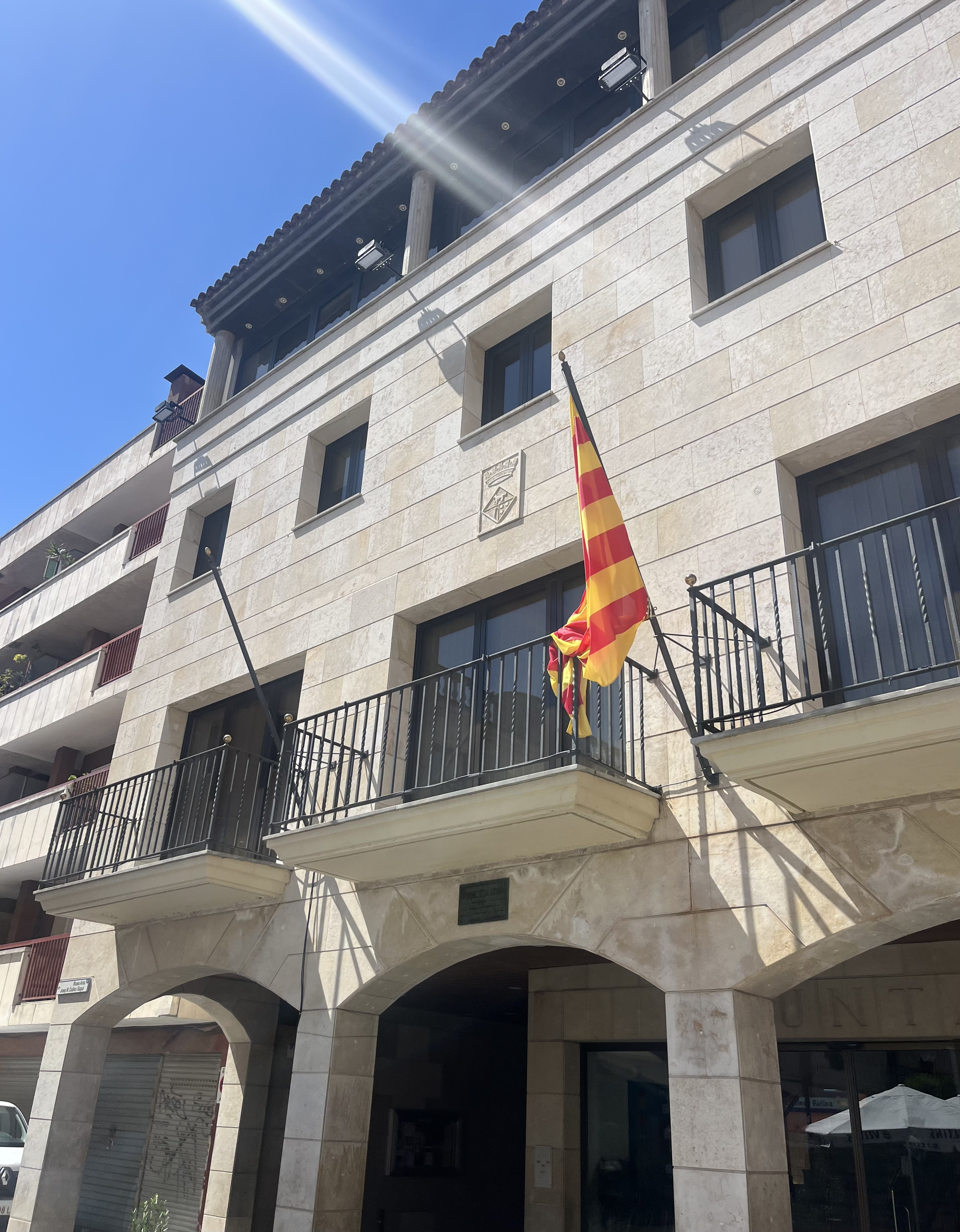
La mairie de Calella
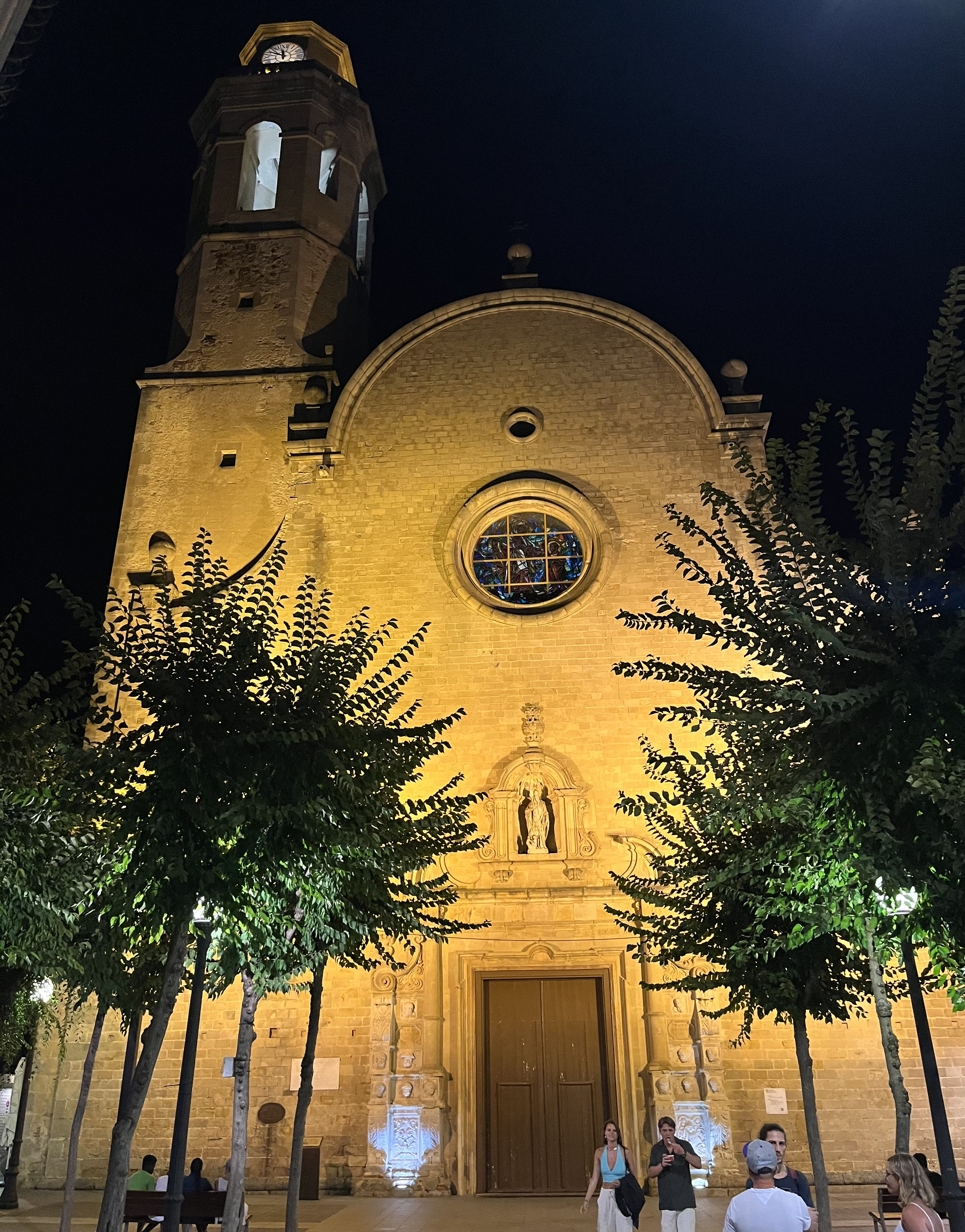
L'église Sainte-Marie et Saint-Nicolas, de nuit
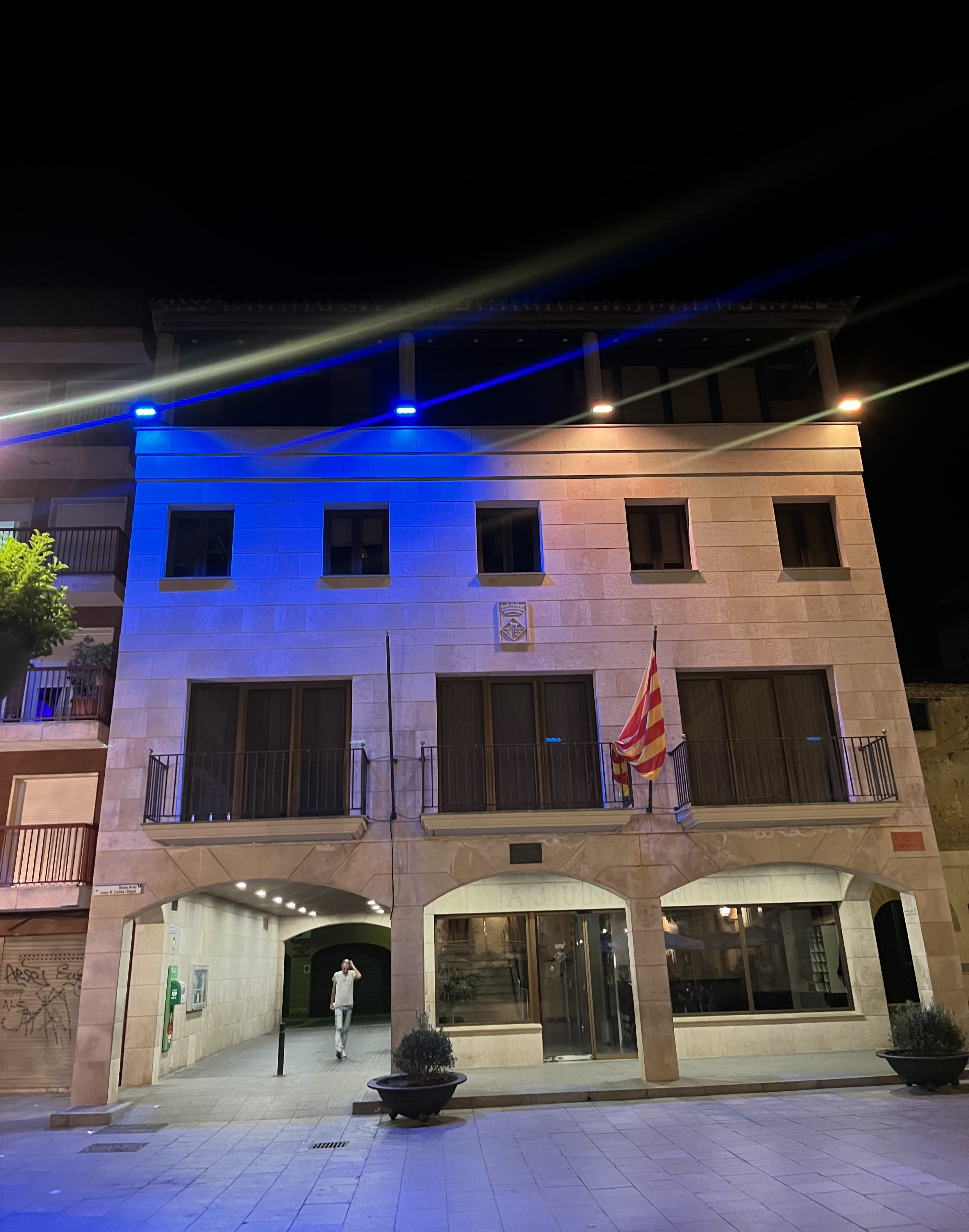
La mairie de Calella, de nuit

### Personnalités liées à la commune
- Juan Sans Alsina (1920-2001) : joueur de football né à Calella ;
- Josep Maria Terricabras (1946-2024) : philosophe né à Calella ;
- Josep Maria Margall (1955-) : joueur de basket-ball né à Calella ;
- Héctor Bellerín (1995-) : joueur de football né à Calella.